# Hypostomus isbrueckeri
Hypostomus isbrueckeri är en fiskart som beskrevs av Reis, Weber och Malabarba, 1990. Hypostomus isbrueckeri ingår i släktet Hypostomus och familjen Loricariidae. Inga underarter finns listade i Catalogue of Life.